# Avrig
Avrig (węg. Felek) – miasto w Rumunii, w okręgu Sybin, w Siedmiogrodzie. Liczy 18 tys. mieszkańców (2006).